# Tincey-et-Pontrebeau
Tincey-et-Pontrebeau ist eine Gemeinde im französischen Département Haute-Saône in der Region Bourgogne-Franche-Comté.

## Geographie
Tincey-et-Pontrebeau liegt auf einer Höhe von 212 m über dem Meeresspiegel, zehn Kilometer nordöstlich von Dampierre-sur-Salon und etwa 27 Kilometer westlich der Stadt Vesoul (Luftlinie). Das Dorf erstreckt sich im Westen des Départements, in der Plateaulandschaft nordwestlich des Saônetals, in der Talniederung der Gourgeonne.
Die Fläche des 6,95 km² großen Gemeindegebiets umfasst einen Abschnitt im Bereich des Plateaus nördlich des Saônetals. Von Nordosten nach Südwesten wird das Gebiet von der Alluvialniederung der Gourgeonne durchquert, die für die Entwässerung zur Saône sorgt. Die Talaue liegt durchschnittlich auf 205 m und weist eine Breite von rund einem Kilometer auf. Flankiert wird das Tal auf beiden Seiten von einem Plateau, das eine durchschnittliche Höhe von 240 m erreicht. Diese Hochfläche besteht aus einer Wechsellagerung von kalkigen und sandig-mergeligen Sedimenten der oberen Jurazeit. Das Plateau wird durch verschiedene Mulden untergliedert, die sich zum Tal der Gourgeonne öffnen. In der Talniederung und auf den angrenzenden Hängen herrscht landwirtschaftliche Nutzung vor, während das Plateau von größeren Waldflächen bedeckt ist. Die südliche Abgrenzung bilden die Wälder Bois du Haut und Bois des Dames, welche das Gourgeonne-Tal von der Niederung der Saône trennen. Mit 248 m wird hier die höchste Erhebung von Tincey-et-Pontrebeau erreicht. Im Westen erstreckt sich das Gemeindeareal in die Waldung von Grand Poix.
Die Gemeinde besteht aus folgenden Ortsteilen:
- Tincey (212 m) auf der nördlichen Talseite der Gourgeonne
- Pontrebeau (202 m) auf der südlichen Talseite der Gourgeonne

Nachbargemeinden von Tincey-et-Pontrebeau sind Lavoncourt und Theuley im Norden, Ray-sur-Saône im Osten, Recologne im Süden sowie Membrey und Brotte-lès-Ray im Westen.

## Geschichte
Spuren eines Siedlungsplatzes weisen darauf hin, dass das Gemeindegebiet bereits in gallorömischer Zeit bewohnt war. Tincey wird als Tencey und Tancey erwähnt. Der Ortsname leitet sich vom lateinischen Personennamen Tincius und dem Suffix -acum ab und bedeutet so viel wie Hof des Tincius. Im Mittelalter gehörte das Dorf zur Freigrafschaft Burgund und darin zum Gebiet des Bailliage d’Amont. Die lokale Herrschaft hatten stets die Herren von Ray inne. Zusammen mit der Franche-Comté gelangten Tincey und Pontrebeau mit dem Frieden von Nimwegen 1678 definitiv an Frankreich. Im Jahr 1806 fusionierten Tincey (1800: 319 Einwohner) und Pontrebeau (1800: 96 Einwohner) zur Doppelgemeinde. Heute ist Tincey-et-Pontrebeau Mitglied des 42 Ortschaften umfassenden Gemeindeverbandes Communauté de communes des Quatre Rivières.

## Sehenswürdigkeiten
Die Kirche Saint-Martin in Tincey wurde 1749 auf dem Grundriss eines lateinischen Kreuzes an der Stelle des Vorgängerbaus (1304 erwähnt) neu errichtet. Sie beherbergt einen bemerkenswerten Hochaltar (18. Jahrhundert); der Stuckdekor ist in barocken Stilformen ausgeführt. Über die Gourgeonne führt eine Steinbrücke (19. Jahrhundert).

## Bevölkerung
| Jahr                       | 1962 | 1968 | 1975 | 1982 | 1990 | 1999 | 2006 |
| Einwohner                  | 135  | 116  | 117  | 119  | 105  | 77   | 77   |
| Quellen: Cassini und INSEE |      |      |      |      |      |      |      |

Mit 82 Einwohnern (1. Januar 2022) gehört Tincey-et-Pontrebeau zu den kleinsten Gemeinden des Département Haute-Saône. Während des gesamten 20. Jahrhunderts nahm die Einwohnerzahl deutlich ab (1881 wurden noch 259 Personen gezählt).

## Wirtschaft und Infrastruktur
Tincey-et-Pontrebeau ist noch heute ein vorwiegend durch die Landwirtschaft (Ackerbau, Obstbau und Viehzucht) und die Forstwirtschaft geprägtes Dorf. Außerhalb des primären Sektors gibt es nur sehr wenige Arbeitsplätze im Ort. Einige Erwerbstätige sind auch Wegpendler, die in den größeren Ortschaften der Umgebung ihrer Arbeit nachgehen.
Die Ortschaft liegt abseits der größeren Durchgangsachsen an einer Departementsstraße, die von Vanne nach Brotte-lès-Ray führt. Weitere Straßenverbindungen bestehen mit Lavoncourt, Theuley und Recologne.